# Somosd
Somosd (románul: Cornești) falu Romániában, Maros megyében. Közigazgatásilag Nyárádkarácson községhez tartozik.

## Fekvése
A falu Marosvásárhelytől 10 km-re délre a Nyárádmentén, a Vécke-patakba siető Eger-patak mellett fekszik.

## Nevének eredete
Erdeiben egykor sok som termett, innen a neve.Kovásznai Sándor, a Marosvásárhelyi Református Kollégium egykori tanára, akinek az édesapja Kovásznai Kelemen somosdi lelkész volt, 1782-ben így örökítette meg a falu nevét latin nyelvű versében:
Hinc domus in pagum nostra est traducta propinguum
Plurima cui nomen cornus habere debit.
Namque Somosdinum vocat incula, quippe rubescit
Multa quod in sylvis cornea bacca suis.
Magyar fordításban a vers így hangzik:
Házunk ide a közeli rétre vittetett
Nevét arról kapta, hogy sok somfája van.
Lakói Somosdnak hívják, és tényleg virul,
Erdeiben számos vörös som-gyöngy.
/Dr. Buzogány Dezső/

## Története
1497-ben Zomoss néven említik.Először 1506-ban említik SOMOSD néven 1562-ben itt a Harci réten ért véget a vajai csata, ahol János Zsigmond seregei legyőzték a székelyeket. Az elesetteket a Kerek-dombon temették el. 1760-ban és 1904-ben tűzvész pusztította el a falut, mely újjáépült.
1910-ben 1002 lakosa volt, egy román kivételével mind magyarok. A trianoni békeszerződésig Maros-Torda vármegye Marosi alsó járásához tartozott. 1992-ben 974 lakosából 908 magyar, 66 cigány volt.A 2002-es népszámlálás 916 lelket tart nyilván. Ebből 834 magyar, 3 román és 79 roma anyanyelvű.
Felekezeti iskolájáról 1649-ben írnak először. Első ismert tanítója 1693-ban Szőlősi István volt. A Felekezeti Iskolát 1948-ban az ateista diktatúra államosította. 2007 nyarán az épület visszakerült az egyház tulajdonába.
2005. augusztus 14-én emlékművet avattak a falu központjában. Az emlékmű Somosd első írásos említésének 500. évfordulójának állít emléket, de megörökíti a templom építésének 200. évfordulóját és az iskola névadójának  Kovásznai Sándornak a nevét is.
A somosdi egykori felekezeti iskola épülete  2018 augusztusától ad otthont az írógép- és vadászmúzeumnak, valamint könyvtárnak. Székely Sándor vállalkozó régi terve vált valóra, hasznosították a református templom árnyékában két évtizede kihasználatlan épületet, és méltó helyre került a kezdeményező írógép- és trófeagyűjteménye, melyet ezentúl bárki megtekinthet. A három teremben mintegy 264 darab 19. és 20. századi írógép van kiállítva.

## Látnivalók
- Református temploma 1793–1805 között (tornya 1810 és 1813 között épült) az 1797-ben lebontott középkori templom helyett, új helyen.
- Somosdi írógépmúzeum, magángyűjteményből alapítva 2018-ban. A múzeumban több mint 300 írógép, kasszagép, számológép található 3 teremben.[5]

## Híres emberek
- Itt született 1954. július 15-én Somosdi Veress Károly költő.